# Kimčchon
Kimčchon je město v Jižní Koreji v provincii Severní Kjongsang. Nachází se na hlavní spojnici mezi Soulem a Pusanem. Historie města sahá až do období Samhan, posléze patřilo Sille. V historii bylo město známé díky třem horám (Geumo, Daedeok, Hwangak) a dvěma řekám (Gamcheon, Jikjicheon).
Městský slogan je 'Central Gimcheon' z toho důvodu, že se nachází téměř v geografickém středu Jižní Koreje.

## Symboly města
- Pták: volavka
- Květina: meruňka japonská
- Strom: borovice

## Partnerská města
- Čcheng-tu, Čína
- Nanao, Japonsko